# Ямайська валютна система
Ямáйська вал́ютна систéма (система плаваючих валютних курсів) — сучасний стан у розвитку міжнародних валютно-фінансових відносин, пов'язаний із рішенням МВФ у м. Кінгстон (Ямайка, 1976).
Ця система передбачає відмову від ряду принципів Бреттон-Вудської валютної системи, передбачаючи повну демонетизацію золота (відмову від золотого стандарту) і остаточний перехід до використання як світових грошей виключно національних валют та міжнародних розрахункових одиниць — спеціальних прав запозичення.
Ямайська система утворена в 1976—1978 роках як підсумок реорганізації Бреттон-Вудської валютної системи. Основні особливості і принципи:
- офіційно скасований золотий стандарт і золоті паритети (скасована прив'язка валют до золота, як для внутрішніх, так і для міжнародних операцій);
- припинення розміну доларів на золото;
- зафіксована демонетизація золота: центральним банкам дозволяється продавати і купувати золото як звичайний товар за ринковими цінами;
- введена система СПЗ (спеціальні права запозичення, англ. SDR), які можна використовувати як «світові гроші» для формування валютних резервів. Випуск СПЗ здійснює МВФ. У функції СПЗ також входить регулювання платіжних балансів і порівняння вартості національних валют;
- крім СПЗ, резервними валютами офіційно були визнані долар США, фунт стерлінгів, швейцарський франк, японська єна, німецька марка, французький франк (останні дві згодом трансформувалися в євро);
- встановлений режим вільно плаваючих валютних курсів: їх котирування формується на валютному ринку на основі попиту і пропозиції (вільна торгівля валютою);
- держави можуть самостійно визначати режим формування валютного курсу з декількох варіантів;
- надання повноважень МВФ з нагляду за валютною політикою країн-членів.